# Mario Sperone
Mario Sperone (Priocca, 1º luglio 1905 – Torino, 18 febbraio 1975) è stato un dirigente sportivo, allenatore di calcio e calciatore italiano, di ruolo centrocampista.

## Carriera

### Giocatore
Da mediano, Sperone vestì per tutta la sua carriera la maglia granata del Torino, squadra con la quale collezionò 138 presenze (di cui una in Coppa Italia) in nove stagioni consecutive. Esordì in prima squadra il 10 febbraio 1924 in Torino-Novese (5-0); disputò oltre 70 partite nei campionati di Divisione Nazionale fra il 1926 e il 1929, vincendo il titolo nel 1926-27 (poi revocato) e nel 1927-28. Dal 1929 al 1932 giocò 47 partite in tre campionati di Serie A. L'ultimo incontro disputato fu Milan-Torino del 29 maggio 1932 (6-1).
Il 17 aprile 1927 esordì anche con la maglia della Nazionale nella gara amichevole di Torino vinta per 3-1 contro il Portogallo.

### Allenatore
Tra i granata intraprese anche la carriera di allenatore, subentrando nel 1938 a Gyula Feldmann. Nella stagione successiva fu il secondo di Ernő Erbstein, nel 1940-1941 di Tony Cargnelli e nel 1941-1942 di András Kuttik. Nel dopoguerra allenò l'Alessandria, vincendo il campionato di Serie B-C Alta Italia 1945-1946; nel 1947-48 vinse lo scudetto alla guida del Grande Torino, con 16 punti di vantaggio sulle seconde classificate e 125 reti messe a segno in 40 partite disputate.
Allenatore e tecnico di constatate capacità, ha guidato tra le altre Lazio, Milan e Palermo, con una parentesi anche nelle Nazionali giovanili, concludendo la carriera sulla panchina dell'Alessandria nel 1957, quando a sette gare dalla fine del campionato rassegnò le dimissioni e venne sostituito da Luciano Robotti. Collaborò anche  nel settore giovanile del Torino come osservatore.

## Statistiche

### Cronologia presenze e reti in nazionale
| Cronologia completa delle presenze e delle reti in nazionale ― Italia | Cronologia completa delle presenze e delle reti in nazionale ― Italia | Cronologia completa delle presenze e delle reti in nazionale ― Italia | Cronologia completa delle presenze e delle reti in nazionale ― Italia | Cronologia completa delle presenze e delle reti in nazionale ― Italia | Cronologia completa delle presenze e delle reti in nazionale ― Italia | Cronologia completa delle presenze e delle reti in nazionale ― Italia | Cronologia completa delle presenze e delle reti in nazionale ― Italia |
| Data                                                                  | Città                                                                 | In casa                                                               | Risultato                                                             | Ospiti                                                                | Competizione                                                          | Reti                                                                  | Note                                                                  |
| --------------------------------------------------------------------- | --------------------------------------------------------------------- | --------------------------------------------------------------------- | --------------------------------------------------------------------- | --------------------------------------------------------------------- | --------------------------------------------------------------------- | --------------------------------------------------------------------- | --------------------------------------------------------------------- |
| 17-4-1927                                                             | Torino                                                                | Italia                                                                | 3 – 1                                                                 | Portogallo                                                            | Amichevole                                                            | -                                                                     |                                                                       |
| 24-4-1927                                                             | Colombes                                                              | Francia                                                               | 3 – 3                                                                 | Italia                                                                | Amichevole                                                            | -                                                                     |                                                                       |
| Totale                                                                |                                                                       | Presenze                                                              | 2                                                                     |                                                                       | Reti                                                                  | 0                                                                     |                                                                       |

## Palmarès

### Giocatore

#### Club
- Campionato italiano: 1 (revocato)

Torino: 1926-1927
- Campionato italiano: 1

Torino: 1927-1928

### Allenatore

#### Club
- Serie B-C Alta Italia: 1

Alessandria: 1945-1946
- Campionato italiano: 1

Torino: 1947-1948